# Dead End Kings
Dead End Kings è il nono album in studio del gruppo musicale svedese Katatonia, pubblicato il 27 agosto 2012 dalla Peaceville Records.

## Descrizione
Primo album registrato con il chitarrista Per Eriksson e il bassista Niklas Sandin, subentrati ai fratelli Fredrik e Mattias Norrman al termine del 2009, Dead Ends Kings si caratterizza per una maggiore direzione verso sonorità progressive metal, con diversi brani che presentano le tipiche strutture del genere. Tuttavia viene concesso anche un largo spazio alla melodia e a sezioni più soft, tra cui la seconda traccia The One You Are Looking for Is Not Here, che ha visto la partecipazione vocale di Silje Wergeland dei The Gathering.

Proprio riguardo all'aspetto musicale il chitarrista Anders Nyström ha evidenziato come il disco esplori nuovi generi musicali pur mantenendo le sonorità tipiche del gruppo:
Dal punto di vista dei testi e del tema principale che ricorrono tra gli undici brani dell'album, il cantante Jonas Renkse ha spiegato che essi riguardano i corridoi della nostra mente da cui non c'è alcuna via di ritorno.

## Tracce
Testi e musiche di Jonas Renkse, eccetto dove indicato.
1. The Parting – 4:52
2. The One You Are Looking for Is Not Here – 3:52
3. Hypnone – 4:07
4. The Reacing Heart – 4:06
5. Buildings – 3:28 (musica: Anders Nyström)
6. Leech – 4:23
7. Ambitions – 5:06
8. Undo You – 4:56 (Anders Nyström)
9. Lethean – 4:39 (musica: Per Eriksson, Jonas Renkse)
10. First Prayer – 4:28 (musica: Jonas Renkse, Anders Nyström)
11. Dead Letters – 4:49 (musica: Anders Nyström)

Tracce bonus nell'edizione deluxe
1. Second – 3:34 (musica: Jonas Renkse, Anders Nyström)
2. The Act of Darkening – 5:55 (Anders Nyström)

## Formazione
Gruppo
- Jonas Renkse – voce, chitarra, tastiera, arrangiamento
- Anders Nyström – chitarra, cori, tastiera, arrangiamento
- Per Eriksson – chitarra, arrangiamento
- Niklas Sandin – basso, arrangiamento
- Daniel Liljekvist – batteria, arrangiamento

Altri musicisti
- Frank Default – tastiera
- JP Asplund – percussioni
- Silje Wergeland – voce aggiuntiva (traccia 2)

Produzione
- Anders Nyström – produzione, missaggio aggiuntivo
- Jonas Renkse – produzione, missaggio aggiuntivo
- David Castillo – ingegneria del suono, missaggio
- Per Eriksson – ingegneria del suono
- Mats "Limpan" Lindfors – mastering
- Frank Default – coproduzione e co-arrangiamento parti di tastiera

## Classifiche
| Classifica (2012) | Posizione massima |
| ----------------- | ----------------- |
| Austria           | 25                |
| Belgio (Fiandre)  | 157               |
| Belgio (Vallonia) | 186               |
| Finlandia         | 4                 |
| Francia           | 88                |
| Germania          | 21                |
| Norvegia          | 17                |
| Paesi Bassi       | 60                |
| Svezia            | 12                |
| Svizzera          | 46                |